# Provincia de Samut Songkhram
Samut Songkhram (en tailandés: สมุทรสงคราม) es una de las provincias centrales de Tailandia (changwat). Es fronteriza, en el sentido de las agujas del reloj, con las provincias de: Phetchaburi, Ratchaburi y Samut Sakhon. Es la más pequeña provincia de Tailandia. Chang y Eng, los primeros siameses, nacieron aquí.

## Geografía
Samut Songkhram se encuentra en la desembocadura del Mae Klong en el Golfo de Tailandia. Con muchos canales (khlong) el agua del río se distribuye para el riego por toda la provincia. El banco de arena de Don Hoi Lot en la desembocadura es famoso por su población endémica de Solen regularis.

## Historia
En el periodo Ayutthaya, el área de Samut Songkhram era conocida como Suan Nok (en tailandés: สวนนอก, Jardín exterior) y era administrada por Ratchaburi. Durante el reinado de Taksin se convirtió en una provincia. Fue el lugar de nacimiento de la Reina Amarindra, esposa de Rama I. En el Amphoe Amphawa dentro de la provincia, nació también Rama II.

## Símbolos
|  | El ermblema provincial muestra un barril sobre un río. El nombre tailandés para barril es klong, lo que hace referencia al río Mae Klong, así como al antiguo nombre de la provincia, Mae Klong. A ambos lados del río se aprecian los cocoteros, uno de los principales productos de la provincia. El árbol de la provincia es la Casuarina equisetifolia. |

## División administrativa
La provincia se divide en tres distritos (Amphoe). Y estos a su vez en 38 comunas (tambon) y 284 aldeas (muban). Hay una ciudad (thesaban mueang) y tres municipios (thesaban tambon).
| 1. Mueang Samut Songkhram 2. Bang Khonthi 3. Amphawa |